# (4680) Lohrmann
(4680) Lohrmann es un asteroide perteneciente al cinturón de asteroides, descubierto el 31 de agosto de 1937 por Hans-Ullrich Sandig desde el Observatorio de Hamburgo-Bergedorf, Hamburgo, Alemania.

## Designación y nombre
Designado provisionalmente como 1937 QC. Fue nombrado Lohrmann en honor al astrónomo  Wilhelm Gotthelf Lohrmann, autor del famoso atlas topográfico lunar "Topographie der sichtbaren Mondoberflache". Cuando H. U. Sandig fundó el Instituto de Astronomía geodésica en la Universidad Técnica de Dresde en 1961, escogió el nombre de Lohrmann para su nuevo instituto, ahora conocido como el Observatorio Lohrmann.

## Características orbitales
Lohrmann está situado a una distancia media del Sol de 2,310 ua, pudiendo alejarse hasta 2,704 ua y acercarse hasta 1,916 ua. Su excentricidad es 0,170 y la inclinación orbital 4,621 grados. Emplea 1282 días en completar una órbita alrededor del Sol.

## Características físicas
La magnitud absoluta de Lohrmann es 13,9.